# Décès en janvier 1944
Décès
- 1940
- 1941
- 1942
- 1943
- 1944
- 1945
- 1946
- 1947
- 1948

Pour une information complémentaire, voir la page d'aide.

| Date       | Nom                             | Pays                   | Activités                    | Âge | Source |
| ---------- | ------------------------------- | ---------------------- | ---------------------------- | --- | ------ |
| 21 janvier | William Whiteman Carlton Topley | Drapeau du Royaume-Uni | Bactériologiste britannique. | 58  |        |
| 24 janvier | Tano Genaro                     | Drapeau de l'Argentine | Musicien argentin.           | 57  |        |